# Johan August Flygare

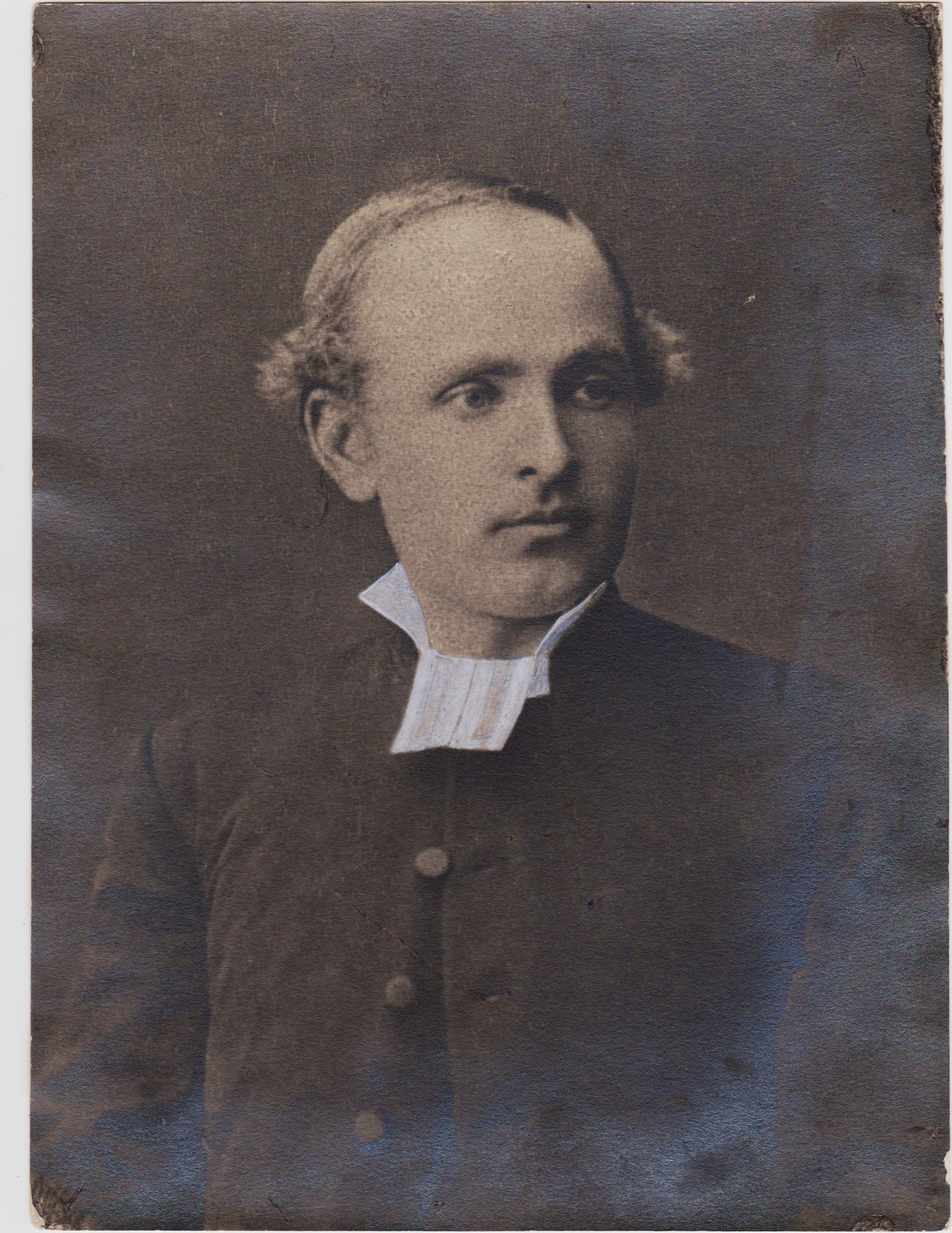
Johan August Flygare.

Johan August Flygare, född den 29 september 1852 i Stenums socken, Skaraborgs län, död den 30 september 1912 i Svanshals församling, Östergötlands län, var en svensk präst.
Flygare blev student vid Uppsala universitet 1875 och vid Lunds universitet 1876. Han avlade folkskollärarexamen 1882. Flygare prästvigdes 1881 och blev brukspredikant vid Rejmyre i Skedevi församling 1882. Han blev komminister i Kumla församling, Svanshals pastorat, 1887 och kyrkoherde i pastoratet 1891.